# 鹧鸪柳
鹧鸪柳（学名：Salix zhegushanica）为杨柳科柳属的植物，为中国的特有植物。分布在中国大陆的四川等地，生长于海拔3,400米至3,700米的地区，目前尚未由人工引种栽培。